# موراي إس. بلوم
موراي إس. بلوم (بالإنجليزية: Murray S. Blum) هو عالم حشرات أمريكي، ولد في 1929 في فيلادلفيا في الولايات المتحدة.